# Cena Ondřeje Buchtely
Cena Ondřeje Buchtely je individuální ocenění pro nejlepšího obránce v 1. české hokejové ligy. Toto ocenění se uděluje z iniciativy webu Hokej.cz od sezony 2018/2019. Od roku 2020 nese název po bývalém českém obránci Ondřeje Buchtely, který zemřel 24. července 2020 na rakovinu srdce.
O držitele ceny rozhodují zástupci ze všech klubů 1. ligy.

## Držitelé
| Sezóna    | Hráč            | Tým                        |
| --------- | --------------- | -------------------------- |
| 2018/2019 | Ondřej Slováček | VHK ROBE Vsetín            |
| 2019/2020 | Pavel Pýcha     | ČEZ Motor České Budějovice |
| 2020/2021 | Jakub Husa      | SC Marimex Kolín           |
| 2021/2022 | Jan Pohl        | HC Baník Sokolov           |
| 2022/2023 | Daniel Gazda    | PSG Berani Zlín            |
| 2023/2024 | Tomáš Hanousek  | LHK Jestřábi Prostějov     |
| 2024/2025 | Matěj Stříteský | VHK ROBE Vsetín            |